# Altbettelmönchstraße

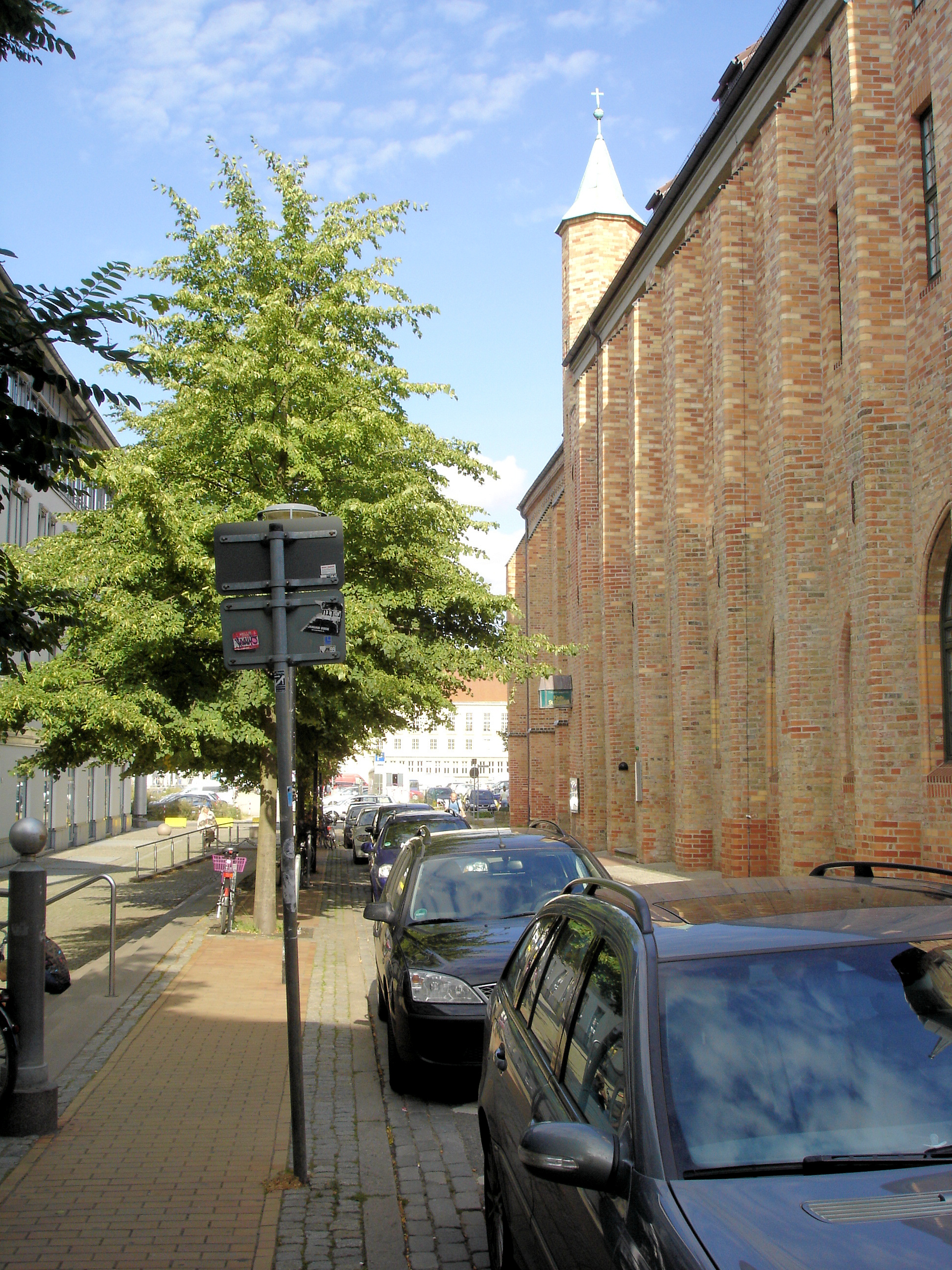
Altbettelmönchstr. von Westen

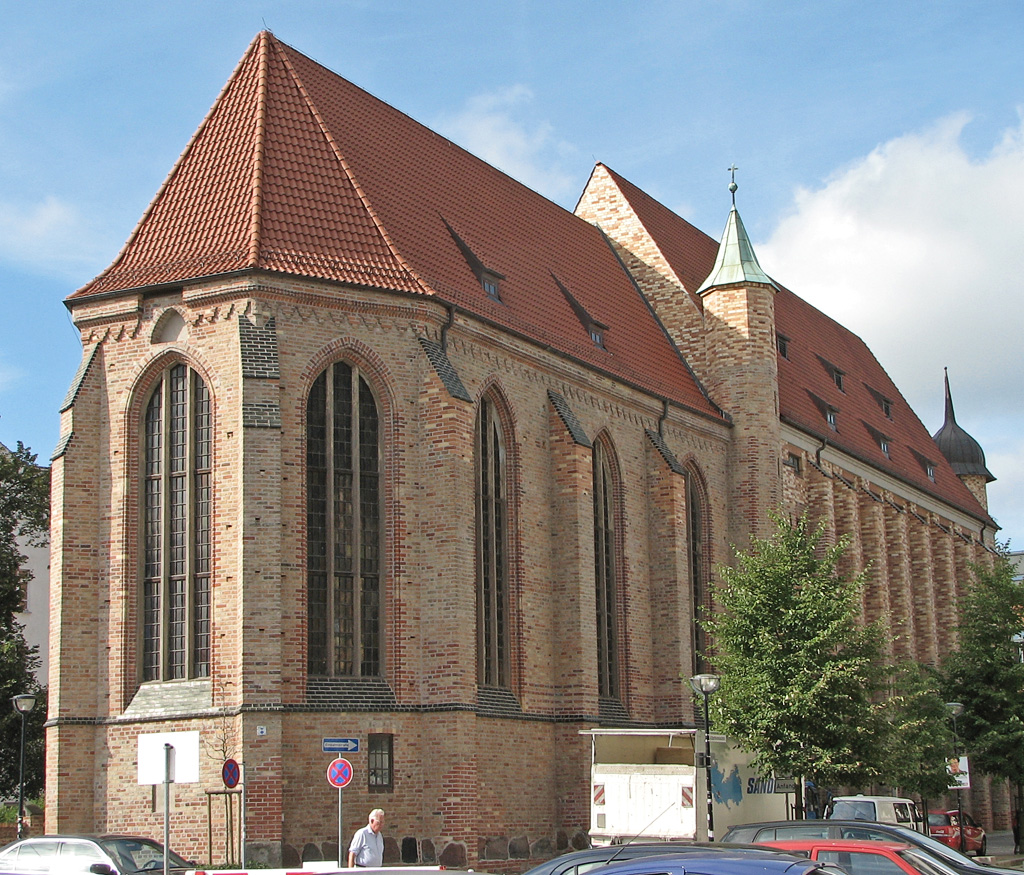
Michaeliskirche in der Altbettelmönchstr.

Die Altbettelmönchstraße ist ein kurzer Verbindungsweg im historischen Stadtkern von Rostock. Sie verbindet die Schwaansche Straße im Westen mit der Rungestraße im Osten und knickt leicht nach Süden ab. Sie ist Teil der historischen Rostocker Neustadt.

## Geschichte
Die Straße wurde 1594 zum ersten Mal unter dem Namen Im Grünen Wege erwähnt. Die Namensgebung erklärt sich damit, dass in diesem Bereich der Stadtperipherie in hansischer Zeit Landwirtschaft betrieben wurde und die Bewohner in enger Beziehung zur südlich der Rostocker Stadtmauer befindlichen Stadtfeldmark standen. Sämtliche Straßen südlich des Hopfenmarktes, des heutigen Universitätsplatzes, waren bis in die Frühe Neuzeit locker bebaut und trugen einen beinahe ländlichen Charakter.
Dominierend auf der Südseite der heutigen Altbettelmönchstraße ist das Fraterhaus der Brüder vom gemeinsamen Leben, das auch als Michaeliskloster bekannt ist. Diese mönchsähnliche Gemeinschaft errichtete um 1480 ihren schmucklosen gotischen Kirchenbau. Auf der Nordseite der Straße hingegen befanden sich acht Buden, die bis zur Reformation von den Michaelisbrüdern bewirtschaftet wurden und spätestens zur Zeit des Dreißigjährigen Krieges verschwanden. Nach der Reformation diente die Michaeliskirche vor allem als Lagerhaus, so wird es in Vorkriegsliteratur oft als Heumagazin bezeichnet.
Im Zuge der Bebauung der Südseite des Hopfenmarktes mit Bauten der herzoglichen, später großherzoglichen Landesherrschaft im 18. Jahrhundert wurde auf der Nordseite der Straße ein Exerzierplatz bzw. eine Reitbahn eingerichtet. Im späten 19. Jahrhundert errichtete man auf der Nordseite das Gebäude des Rostocker Amts- und Landgerichts mit angeschlossenem Untersuchungsgefängnis.
Der angesichts der neuen Bebauung wenig sinnvoll gewordene Name Im Grünen Wege wurde Anfang des 20. Jahrhunderts in Altbettelmönchstraße geändert. Es handelt sich um eine Verballhornung des Straßennamens Alte Büttelstraße, den die nahe Rungestraße ursprünglich trug. Die Michaelisbrüder waren aber zu keiner Zeit Bettelmönche.
In den Bombennächten Ende April 1942 wurde das Gerichtsgebäude bis auf das Untersuchungsgefängnis zerstört, das Gefängnis hingegen blieb erhalten und diente auch in DDR-Zeiten als Untersuchungshaftanstalt, die nach der Wende abgerissen wurde.
Das Fraterhaus stand 1942 nur noch als Ruine, deren Chor im Osten bereits in den 50er Jahren wiederhergestellt wurde; der Westflügel hingegen erhielt erst 1994 sein historisches Äußeres zurück. Im Westteil befindet sich heute die Bibliothek der Fachbereiche Philosophie und Theologie der Rostocker Universität, im Ostteil ein Gemeindehaus der methodistischen Gemeinde.
An der Stelle der Haftanstalt entstand Mitte der 90er Jahre mit dem Rostocker Hof die erste Rostocker Einkaufspassage.
Die moderne Ladenzeile einerseits und die mittelalterliche Klosterkirche andererseits bilden einen starken architektonischen Kontrast.